# Josef Aust

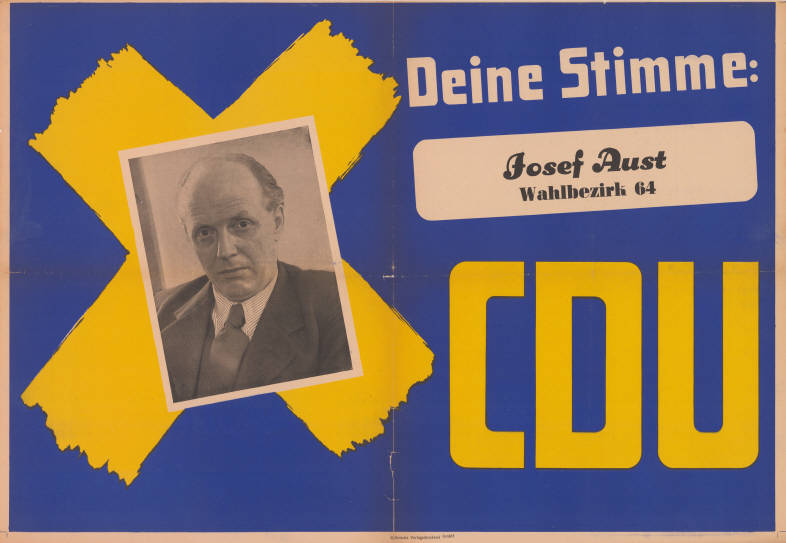
Josef Aust auf einem Landtagswahlplakat 1950

Josef Aust (* 23. Mai 1899 in Essen; † 16. Oktober 1973 in Essen-Werden) war ein deutscher Politiker und Landtagsabgeordneter (CDU).

## Leben und Beruf
Der Sohn eines Bauunternehmers absolvierte nach dem Besuch der Volksschule eine kaufmännische Lehre. Im Alter von 14 Jahren war er in der katholischen Jugendbewegung und Gewerkschaftsmitglied seit 1920. Später war er Dozent am Essener Gewerkschaftsseminar und an Bundesschulen. Ab 1922 war Aust beim Konsumverein Wohlfahrt in Altenessen beschäftigt. 1928 war er Genossenschaftssekretär und 1932 Werbeleiter und 1946 geschäftsführendes Vorstandsmitglied. Ab 1948 war Aust Vorstandsmitglied im Zentralverband deutscher Konsumgenossenschaften in Hamburg.
Zudem war Aust Aufsichtsratsvorsitzender  der Wohnungsgenossenschaft Essen-Nord. 1949 wurde er Vorsitzender des Essener Katholikenausschusses. Er wurde auf dem Bergfriedhof in Essen-Fischlaken beigesetzt.

## Politik
Er trat 1925 in die Deutsche Zentrumspartei ein und blieb Mitglied bis zu ihrer Auflösung 1933. Nach 1945 war er Mitgründer der CDU-Kreispartei Essen und bis 1946 stellvertretender Kreisparteivorsitzender. Am 6. Februar 1946 wurde er Mitglied des ernannten Rats der Stadt Essen sowie dessen gewähltes Mitglied ab dem 21. November 1946. Am 19. Oktober 1950 verzichtete er auf eine Wiederwahl.
Nachdem der Essener Oberbürgermeister Gustav Heinemann dieses Amt wegen Ernennung zum Justizminister niedergelegt hatte, wurde Aust zwischen August 1949 und Anfang 1950 Stadtoberhaupt. Im Dezember 1949 wurde Hans Toussaint als Nachfolger von Heinemann in das Amt des Oberbürgermeisters gewählt.

### Landtagsabgeordneter
Vom 5. Juli 1950 bis zum 29. Januar 1957 war Aust Mitglied des Landtags des Landes Nordrhein-Westfalen. Er wurde jeweils im Wahlkreis 064 Essen-Steele-Huttrop direkt gewählt. 1957 verzichtete er wegen beruflicher Belastung auf sein Mandat. 1960 zog er sich aus gesundheitlichen Gründen aus dem öffentlichen Leben zurück.

## Ehrungen
- Aust wurde 1949 der päpstliche Gregorius-Ritterorden verliehen.
- 2016 wurde nach ihm der Josef-Aust-Weg im Neubaugebiet Grüne Harfe in Essen-Heidhausen benannt. Aust wohnte zuletzt einige Meter östlich davon in der Bremer Straße.